# Doreen Daume

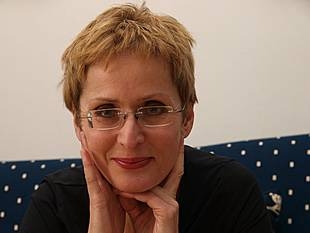
Doreen Daume, Wiedeń 2009

Doreen Daume (ur. 20 lipca 1957 w Dortmundzie, zm. 2 maja 2013 w Wiedniu) – niemiecka tłumaczka literatury polskiej. Publikowała również własne teksty (eseje, recenzje, opowiadania itp.)

## Życiorys
Urodziła się w Dortmundzie jako córka Rose i Willi Daume. Lata 1968–1973 (nie licząc szkół z internatem) spędziła pod Monachium w słynnej Willi Waldberta nad Starnberger See, którą udostępniono jej ojcu na czas organizacji Letnich Igrzysk Olimpijskich w 1972 r. Ponownie znalazła się tam w 2001 r. już po przekształceniu obiektu na Dom Artysty, tym razem na krótko, jako stypendystka. Pod koniec lat siedemdziesiątych XX w. zamieszkała w Wiedniu, gdzie studiowała w klasie fortepianu w Konserwatorium oraz pedagogikę muzyczną na Uniwersytecie Muzycznym, a następnie polski i angielski w Instytucie Translatoryki Uniwersytetu Wiedeńskiego.
Od 1999 tłumaczyła literaturę polską na język niemiecki, głównie poezję (m.in. Czesława Miłosza, Ewy Lipskiej, Piotra Sommera, Eugeniusza Tkaczyszyna-Dyckiego), ale także prozę (Marka Krajewskiego, Olgi Tokarczuk, Sławomira Mrożka) oraz dramat (Michała Walczaka, Marka Kochana). Doreen Daume dbała o przejrzystość przekładu i utrzymanie klimatu oryginału, jej tłumaczenia cieszyły się dużym uznaniem recenzentów i czytelników. Największy rozgłos przyniosły jej nowe przekłady tekstów Brunona Schulza (Sklepy cynamonowe i Sanatorium pod Klepsydrą). Publikowała również własne teksty (eseje, recenzje, opowiadania itp.) w czasopismach literackich i antologiach. Uczestniczyła w wielu międzynarodowych festiwalach literackich i spotkaniach translatorskich.

## Przekłady z j. polskiego (wybór)
- Czesław Miłosz: Hündchen am Wegesrand. (Piesek przydrożny), Carl Hanser Verlag, Monachium 2000, ISBN 3-446-19914-4.
- Włodzimierz Kowalewski: Rotes Haar nachts. (Rude włosy nocą), Deutsche Verlags-Anstalt DVA 2000, ISBN 3-85458-523-3.
- Mariusz Grzebalski: Graffiti. (wybór poezji), Edition Korrespondenzen, Wiedeń 2001, ISBN 978-3-902113-08-5.
- Janusz Rudnicki: Der Besuch. (Odwiedziny) w: Der Grenzgänger. Tibor Schäfer-Verlag, Herne 2002, ISBN 3-933337-23-2.
- Czesław Miłosz: Mein ABC. (Abecadło Miłosza oraz Inne Abecadło), Hanser Belletristik 2002, ISBN 3-446-20133-5.
- Piotr Sommer: Ein freier Tag im April. (wybór poezji), Edition Korrespondenzen, Wiedeń 2002, ISBN 3-902113-13-8.
- Włodzimierz Kowalewski: Zurück nach Breitenheide. (Powrót do Breitenheide), Wieser-Verlag, Klagenfurt 2002, ISBN 978-3-85129-371-5.
- Marek Krajewski: Tod in Breslau. (Śmierć w Breslau), btb, Monachium 2002, ISBN 83-7384-425-2.
- Czesław Miłosz: Orpheus und Eurydike. (Orfeusz i Eurydika) Langgedicht, Wydawnictwo Literackie, Kraków 2002
- Doreen Daume, Sylvia Treudl, Adam Adamczyk: Polen: Anthologie. Podium 2002, ISBN 3-902054-15-8.
- Czesław Miłosz: DAS: und andere Gedichte. (wybór poezji), Carl Hanser Verlag, Monachium 2004, ISBN 3-446-20472-5.
- Ewa Lipska: Achtung: Stufe. (Uwaga: stopień), Literaturverlag Droschl 2004, ISBN 3-85420-666-6.
- Amanita Muskaria: Reise nach Buenos Aires. (Podróż do Buenos Aires) manuskripte Heft 169, Wien 2005[2]
- Andrzej Kopacki: Chansons de gestes. Edition Thanhäuser, Ottensheim 2005, ISBN 3-900986-61-4.
- Andrzej Kopacki: Kokain. (Kokaina) i Tomasz Urbanski: Das Dunkel im Glas. (Słoik pełen ciemności), Theater-Anthologie ITI, Berlin 2006
- Bruno Schulz: Die Zimtläden. (Sklepy cynamonowe), Carl Hanser Verlag, Monachium 2008, ISBN 3-446-23003-3.
- Mieczysław Tomaszewski: Chopin. Schott Music 2009, ISBN 978-3-7957-0680-7.
- Bruno Schulz: Das Sanatorium zur Sanduhr. (Sanatorium pod Klepsydrą), Carl Hanser Verlag, Monachium 2011, ISBN 3-446-20890-9.
- Olga Tokarczuk: Der Gesang der Fledermäuse. (Prowadź swój pług przez kości umarłych) Schöffling & Co Verlag, Frankfurt am Main Verlag 2011, ISBN 978-3-89561-466-8.
- Andrzej Kopacki: An der Ampel. (Na światłach) Edition Korrespondenzen 2011, ISBN 3-902113-66-9.
- Eugeniusz Tkaczyszyn-Dycki: Geschichte polnischer Familien. (Dzieje rodzin polskich), Edition Korrespondenzen 2012, ISBN 3-902113-72-3.

## Wyróżnienia i nagrody (wybór)
- Stypendium w Willi Waldberta (2001)[3]
- Stypendium Homines Urbani w Willi Decjusza (2004)[4]
- Stypendium „Berlińskie Warsztaty Translatorskie” LCB (2005)[5]
- Nagroda Translatorska miasta Bremy (2005)[6]
- stypendium translatorskie miasta Zug (2007)[7]
- Austriacka Nagroda Państwowa za przekład literacki (2008)[8]
- „Translator in Residence” – Instytut Slawistyki Uniwersytetu w Tybindze (2009)[9]
- Stypendium Niemieckiej Fundacji Literatury (2009)[10]